# Joseph Serchuk
Joseph Serchuk (1919. – 6. studenog 1993.) je bio zapovjednik židovske partizanske jedinicu u Lublinu na području Poljske tijekom Drugog svjetskog rata. Nakon rata svjedočio je na suđenjima nacistima i dobio je posebno priznanje od Izraela. 

## Životopis
Nakon što njegovi roditelji i drugi članovi obitelji ubijeni u getu 1941. Joseph i njegov brat David odvedeni su u logor Sobibor. Jednog dana uspjeli su pobjeći iz logora do najbliže šume i zajedno s drugim sudionicima bijega osnovali su jezgru partizanske skupine. Tijekom rata, grupa pod vodstvom Židova koji su pobjegli iz geta uhvaćeni su u blizini Sobibora. U grupa je bio pisac Dov Freibergu. 
Nakon rata Joseph sudjeluje u lociranju nacističkih zločinaca u Europi, a bio je i jedan od svjedoka u Nürnberškom procesu. Poslije rata vraća u Poljsku, te je odbio emigrirati u Izrael. 
1950. dobiva putovnicu i odlazi u Izrael. Odmah po dolasku u Izrael je postao je vojnik. Nastanio se u Yad Eliyahu u Tel Avivu i bavio se poduzetništvom. 
Tijekom godina Serchuk je više puta odlazio u Europi te svjedočio protiv nacističkih ratnih zločinaca. U jednom, suđenje u Oberscharführeru Hugu Raschendorferu, Serchuk je bio jedini svjedok optužbe. Nakon što je Raschendorfer osuđen na doživotnu robiju, Serchuk je dobio posebnu nagradu Odjela za istraživanje nacističkih zločina. 
1967. godine izraelski primjer Levi Eškol, dodijelio mu je Medalju boraca protiv nacizma, a 1968. dobio je i Državnu medalju boraca. 
Serchuk je umro 1993. u Tel Avivu u dobi od 74 godine. Bio je oženjen i imao je devetoro djece, a više od stotinu unuka i praunka.